# Caterina Galli
Caterina Galli (* um 1723 in Italien; † 23. Dezember 1804 in Chelsea (London)) war eine italienisch-englische Opern- und Oratoriensängerin (Mezzosopran), die als Sängerin von Werken von Georg Friedrich Händel in London wirkte.

## Leben
Galli stammte möglicherweise aus Cremona.
Sie sang 1742 in Bergamo und ging mit Giuseppe Ferdinando Brivio und ihrer Freundin, der Sopranistin Giulia Frasi 1742 nach London. Dort begann ihre Karriere. Häufig spielte sie Hosenrollen. 1753 sang sie den Geist in Alfred von Thomas Arne. Wie Frasi kam sie unter den Einfluss von Händel, der sie beide in seinen Oratorien einsetzte. 1749 sang sie die Titelrolle in Solomon. Sie sang auch in den Uraufführungen von Judas Maccabaeus, Susanna, Theodora und Jephtha.
1754 kehrte sie nach Italien zurück und trat in großen Opernhäusern in Genua, Neapel und Venedig auf. Sie wirkte an mehreren Uraufführungen im Teatro San Carlo in Neapel mit, so als Valentinian III. in Ezio von Gaetano Latilla oder in Achille in Sciro von Johann Adolph Hasse. Im Teatro San Benedetto in Venedig sang sie 1762 die Giulia Mammea in der Uraufführung von Alessandro Severo von Antonio Sacchini und 1766 sang sie die Titelrolle in der Uraufführung von Josef Myslivečeks Semiramide im Teatro di Cittadella in Bergamo.
1770 kehrte sie nach London zurück, wo sie wie zu ihrem Debüt hauptsächlich im King’s Theatre am Haymarket auftrat. 1773 hatte sie Erfolg in Aufführungen des Messiah (Alt-Solo) und in der Oper Lucio Vero von Antonio Sacchini. Sie sang in ernsten und komischen Rollen und gab am 30. Mai 1777 ihr Abschiedskonzert. Als sie schon im sechsten Lebensjahrzehnt war, zwangen sie finanzielle Gründe dazu erneut in Opern und Oratorien aufzutreten (sie trat noch 1797 in Covent Garden auf).
Sie war eine enge Freundin der Sängerin Martha Ray und war dabei, als diese 1779 nach einem Opernbesuch ermordet wurde.
Dokumente über ihre Finanzen, die Einblicke in die Bezahlung von Sängern im Umkreis von Händel lieferten, tauchten 2011 auf. Sie machen wahrscheinlich, dass sie 1754 England verließ, da sie aufgrund ihres extravaganten Lebensstils in finanzielle Schwierigkeiten kam.